# Vladimer Chanturia
Vladimer Chanturia est un boxeur Géorgien né le 1er juillet 1978 à Poti.

## Carrière
Il participe aux Jeux olympiques d'été de 2000 à Sydney où il a remporte la médaille de bronze dans la catégorie poids lourds. En 2006, il passe chez les professionnels mais n'obtient pas de succès majeur excepté un titre de champion de Géorgie en 2007.